# Condado de Henry (Virgínia)
O Condado de Henry é um dos 95 condados do estado americano de Virgínia. A sede do condado é Martinsville, e sua maior cidade é Martinsville. O condado possui uma área de 996 km² (dos quais 5 km² estão cobertos por água), uma população de 47 286 habitantes, e uma densidade populacional de 58 hab/km² (segundo o censo nacional de 2000). O condado foi fundado em 1777.